# Biesendahlshof
Biesendahlshof è una frazione del comune tedesco di Casekow, nel Brandeburgo.

## Storia
Il 31 dicembre 2002 il comune di Biesendahlshof venne soppresso e aggregato al comune di Casekow.

## Amministrazione
La frazione di Biesendahlshof è amministrata da un "consiglio di frazione" (Ortsbeirat) di 3 membri.